# Mosaic forestal costaner del nord de Zanzibar-Inhambane
El Mosaic forestal costaner del nord de Zanzibar-Inhambane és una ecoregió del tipus Boscos tropicals de frondoses humits de la costa est d'Àfrica. L'ecoregió inclou una varietat d'hàbitats, incloent bosc, sabana i pantans.

## Àrea i límits
L'ecoregió s'estén al llarg de la costa de l'Àfrica oriental des del sud de Somàlia a través de Kenya fins al riu Lukuledi, a Tanzània, que forma el seu límit sud. També abasta l'arxipèlag de Zanzíbar, incloent-hi la Unguja (Zanzíbar) Pemba, i les illes menors dels voltants.
L'ecorregió està limitada a l'est amb l'Oceà Índic. En transició cap a boscos oberts i arbustos més secs i secs al nord i a l'oest: Els boscos d'Acàcia-Commiphora i matolls somalis al nord. Els arbustars i espinars septentrionals d'Acàcia-Commiphora. Els arbustars i espinars meridionals d'Acàcia-Commiphora (a l'oest de la porció central). Boscos orientals de Miombo (al sud-oest). Al sud, voreja el mosaic de la selva costanera del sud de Zanzibar-Inhambane a través del Riu Lukuledi.

## Fauna
L'ecoregió és casa a deu espècies endèmiques d'ocells. Quatre són restringides a l'illa de Pemba (Treron pembaensis, Nectarinia pembae, Zosterops vaughani i Otus pembaensis). Les restants sis es troben en el sector més extens; un en la conca baixa del riu Tana de Kenya (Cisticola restrictus), i quatre en el sector restant romanents de bosc costaner – Erythrocercus holochlorus, Anthus sokokensis, Ploceus golandi, i Picot de Mombasa. Anthus melindae és endèmic a les prades costaneres en Kènia.